# Вишоватый, Анджей
Анджей Вишоватый или Виссоватый (пол. Andrzej Wiszowaty, лат. Andreas Wissowatius; 1608, с. Филипув Речь Посполитая (ныне Подляское воеводство Польши) — 1678, Амстердам) — польский философ

, богослов-социанин, религиозный идеолог польских братьев, арианский проповедник, писатель

-полемист, поэт, издатель и редактор XVII века.

## Биография
Представитель шляхетского рода герба Першхала. Сын Агнешки Социн, единственной дочери Фауста Социна (1529—1604), основателя антитринитарного движения социниан.
Образование получил в Ракове (1619—1629), одном из главных центров секты ариан в Польше. С 1631 путешествовал по Европе. Продолжил учёбу в Лейденском университете (Нидерланды). В 1638 году возвратился на родину, в момент, для него неблагоприятный: школа в Ракове была закрыта, ариане подвергались преследованиям и изгнанию, и Вишоватый поспешил опять уехать, дожидаясь за границей, пока гонение в Польше на ариан прекратится.
Вернувшись, он занял место пастора. Веротерпимость к сектантам в то время ещё не установилась, однако, Вишоватый с единоверцами смог избежать гонений; их церкви постоянно закрывались, и ему приходилось беспрестанно переезжать из одного воеводства в другое, принимать должность проповедника то в одной, то в другой общине.
Принимал участие в работе над Раковским катехизисом.
С 1645 по 1652 год он был проповедником вновь собранной им раковской общины, которая после уничтожения арианской церкви в самом Ракове построила для себя церковь около этого городка, в с. Радостове; но и оттуда ему пришлось удалиться, когда владелица Ракова приняла католицизм. Вишоватый перебрался в Краковское воеводство и жил там до 1655 года, когда вторжение шведов разожгло в большинстве поляков особую ненависть к протестантам.
Он опять вынужден был бежать и жил в д. Вроцмирове, пока сеймовой указ 1660 г. не предписал всем арианам оставить пределы Польши. Прежде чем расстаться окончательно с родиною, польские ариане решили сделать ещё последнюю попытку примирения с католиками, и с этой целью назначено было colloquium charitativum, которое и состоялось в Роншове. Для ведения этого диспута ариане выбрали Вишоватого, ораторами же со стороны католиков явились иезуиты: Геннинг, Цихоцкий и др. Пять дней продолжался этот диспут и, хотя ни к какому соглашению он не привёл, но заставил даже противников Вишоватого удивляться его твёрдости и учёности.
В третий раз, и уже навсегда, Вишоватый отправился за границу и с 1666 года поселился в Амстердаме. Здесь он играл роль духовного лидера эмигрантов-ариан, много писал, принимал деятельное участие в издании известного монументального труда о польских братьях « Bibliotheca Fratrum Polonorum quos Unitarios vocant, instructua operibus omnibus Fausti Socini» (1665, 1668).
Автор 62 трудов в области теологии, философии, религии и этики, в большинстве своём утерянных. Наиболее известная работа Вишоватого «O религии разумной, или трактат о пользовании судом разума также и в теологических и религиозных делах» («Religio rationalis seu de rationis judicio»).
После его смерти осталось более 50-ти сочинений в рукописях на латинском языке.
Труды, напечатанные им за время жизни в Амстердаме и после его смерти:
- «Stimuli virtutum» (1670);
- «Dissertatincula de hominis vera beatitate consecranda» (1682);
- «Discursus brevis de vita aeterna» (1682);
- «Tractatus brevis, in quo demonstratur corporis cultum pretiosum non decore Chrisitanos» (1682).

Автобиография Вишоватого была напечатана у Sandius в его «Bibliotheca Antitrinitarium».